# Loops and Reels
Albums de Peter Hammill
Patience
(1983) The Love Songs
(1984)
Loops and Reels est le treizième album de Peter Hammill, sorti en 1983. Du point de vue de l'artiste cet album est une production en parallèle au reste de son œuvre.

## Liste des titres
1. A Ritual Mask
2. Critical Mass
3. The Moebius Loop
4. An Endless breath
5. In Slow Time
6. My Pulse
7. The Bells! The Bells!